# Olbiogaster scalaris
Olbiogaster scalaris är en tvåvingeart som beskrevs av Christian Rudolph Wilhelm Wiedemann 1830. Olbiogaster scalaris ingår i släktet Olbiogaster och familjen fönstermyggor. Inga underarter finns listade i Catalogue of Life.